# كارلوس راميريز رويز
كارلوس راميريز رويز (بالإسبانية: Carlos Ramírez Ruiz)‏ هو سياسي مكسيكي، ولد في 24 فبراير 1962 في ولاية سينالوا في المكسيك. حزبياً، نشط في الحزب الثوري المؤسساتي. وقد انتخب عضو مجلس النواب المكسيك.